# Monilaria pisiformis
Monilaria pisiformis är en isörtsväxtart som först beskrevs av Adrian Hardy Haworth, och fick sitt nu gällande namn av Schwant. Monilaria pisiformis ingår i släktet Monilaria och familjen isörtsväxter. Inga underarter finns listade i Catalogue of Life.